# Marea roja (pel·lícula)
Marea roja (títol original: Crimson Tide) és una pel·lícula estatunidenca dirigida per Tony Scott, estrenada l'any 1995. Ha estat doblada al català.

## Argument
1995. El líder ultra-nacionalista rus, Vladimir Radtchenko, al cap d'unitats dissidents de l'exèrcit rus, amenaça l'ordre internacional apoderant-se d'una base de míssils nuclears situada a l'est de Rússia.

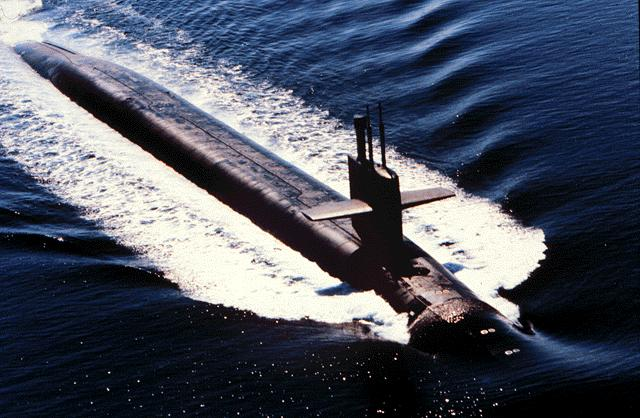
El submarí USS Alabama (SSBN-731).

Posats en estat d'alerta DEFCON 2, les Forces Armades dels Estats Units d'Amèrica envien diversos submarins nuclears llançadors d'enginys de classe Ohio, entre els quals el USS Alabama, a la zona. Sota el comandament de l'intransigent comandant Ramsey i assistit del seu comandant segon el tinent Hunter, la missió de l'Alabama és patrullar al llarg de les costes russes de l'oceà Pacífic amb la finalitat de contrarestar un eventual llançament de míssils estratègics dels dissidents russos, amb un cop nuclear preventiu contra ells sí fos necessari.
Després d'haver rebut un « missatge-flash » del comandament americà, ordenant a l'Alabama llançar els seus míssils Trident contra els dissidents russos que estaven proveint les seves plataformes de llançament de míssils, la tripulació de l'Alabama ha d'enfrontar-se a un submarí nuclear d'atac rus de classe Akula, a mans dels dissidents; però, en el curs del combat, el submarí enemic desapareix de les pantalles de sonar, emmascarat en l'escorça tèrmica després de l'explosió d'un torpede, confonent els ecos sonar de la nau.

## Repartiment
- Gene Hackman: el capità Frank Ramsey
- Denzel Washington: el Tinent Comandant Ron Hunter,
- Viggo Mortensen: el tinent Peter « Weps » Ince, responsable dels míssils
- George Dzundza: « Cob », cap del vaixell
- Matt Craven: el tinent Roy Zimmer, responsable de les comunicacions
- James Gandolfini: el tinent Bobby Dougherty, comissari a bord
- Steve Zahn: William Barnes
- Ryan Phillippe: Grattam
- Danny Nucci: Danny Rivetti, supervisor sonar
- Rick Schroder: el tinent Paul Hellerman
- Eric Bruskotter: Bennefield
- Scott Grimes: l'oficial Hilaire
- Victor Togunde: un mariner
- Jason Robards: l'almirall Anderson
- Rocky Carroll: el tinent Darik Westergard, responsable d'operacions

## Producció

### Guió
Els guionistes Robert Towne i Steven Zaillian van ser contractats per reescriure alguns guions, sense aparèixer als crèdits. Robert Towne per exemple ha escrit l'escena « Von Clausewitz ».
Quentin Tarantino igualment ha participat sense sortir als crèdits en l'escriptura d'alguns diàlegs. El diàleg en el cas del Silver Surfer li és atribuït (l'aspecte pop cultura de l'intercanvi s'assembla en efecte molt al seu estil d'escriptura). El personatge Russell Vossler es diu així en referència al seu amic Rand Vossler.

### Distribució dels papers
Abans de tornar-li a Gene Hackman, el paper del capità Frank Ramsey va ser considerat per Al Pacino, Tommy Lee Jones i Warren Beatty. D'altra banda, a Val Kilmer li van proposar un paper, però va declinar l'oferta.
En una entrevista, Don Simpson va declarar haver pensat en Brad Pitt, Andy García i Tom Cruise pel paper de Denzel Washington.

### Rodatge
Pel rodatge, es va reproduir un pont de comandament de submarí i es va pujar sobre una plataforma mòbil. Aquest escenari és igualment utilitzat per simular el USS Georgia al film Independence Day, estrenat un any més tard.

## Rebuda
- Premis: 1995: 3 nominacions a l'Oscar: millor muntatge,  so, efectes de so
- Crítica
  - "El tàndem de productors Simpson-Bruckheimer va crear la seva millor pel·lícula"[4]
  - "Espectacular producció (...) claustrofòbica història"[5]